# Гомельский государственный медицинский университет
Го́мельский госуда́рственный медици́нский университе́т (бел. Гомельскі дзяржаўны медыцынскі універсітэт) — белорусское государственное высшее медицинское учебное заведение в Гомеле. Общая численность профессорско-преподавательского состава университета — 422 штатных сотрудника; из них 31 имеют учёную степень доктора наук и 151 – кандидата наук. В ГомГМУ 5 факультетов и 36 учебных кафедр, в которых обучаются более 3,8 тысяч студентов из Беларуси и других стран по трём специальностям. В клинической ординатуре ГомГМУ в данный момент проходит обучение около 200 человек, а в интернатуре – более 50.

## История
История университета берет свое начало 14 ноября 1990 года с Постановления Совета Министров БССР № 284. как Гомельский государственный медицинский институт. Образован с целью обеспечения подготовки врачей и специалистов высшей квалификации для наиболее пострадавших от катастрофы на Чернобыльской АЭС Гомельской и Могилевской областей. Первым ректором института стал доктор медицинских наук, профессор Юрий Иванович Бандажевский — один из крупных специалистов в области радиационной медицины и исследователей последствий Чернобыльской катастрофы.
13 июня 2003 года в соответствии с приказом Министерства образования Республики Беларусь был реорганизован в Гомельский государственный медицинский университет (ГомГМУ).
В апреле 2010 года Гомельскому государственному медицинскому университету выдан сертификат международного образца на соответствие системы менеджмента качества требованиям стандарта ISO 9001:2008.
В марте 2012 года университет аккредитован как научная организация Национальной академией наук Беларуси и Государственным комитетом по науке..
С сентября 2021 года медико-диагностический факультет ГомГМУ  осуществляет подготовку по специальности высшего образования I ступени «Медико-профилактическое дело».
В декабре 2021 года Гомельский государственный медицинский университет получил международную институциональную аккредитацию по стандартам Всемирной федерации медицинского образования, которая необходима для признания в образовательной комиссии иностранных выпускников медицинских вузов(ECFMG), согласно политике ВОЗ..

## Структура
Гомельский государственный медицинский университет является одним из важнейших учебно-научный центров по профессиональной подготовке, переподготовке и повышению квалификации специалистов с медицинским образованием в Республике Беларусь. Университетом ведется научно-исследовательской деятельность, выполняется исследования по государственным программам, социальным заказам в области фундаментальных исследований, оказывается специализированная медицинская помощь населению.

### Лечебный факультет
Декан факультета: кандидат медицинских наук, доцент Громыко Наталья Леонидовна.
Это первый факультет Гомельского государственного медицинского университета, который был открыт в 1990 году.
Подготовка студента осуществляется на 35 кафедрах университета по более чем 100 дисциплинам, включая дополнительное обучение на курсах по выбору.[значимость факта?]

### Медико-диагностический факультет
Декан факультета: кандидат медицинских наук, доцент Назаренко Ирина Вячеславовна.
Впервые в Республике Беларусь подготовка специалистов по клинической лабораторной диагностике началась в 1996 году в Гомельском государственном медицинском университете с момента открытия лечебно-диагностического отделения на лечебно-профилактическом факультете, которое затем было преобразовано в медико-диагностический факультет в 2001 году в соответствии с Общегосударственным классификатором ОКРБ 011—2001.[значимость факта?][значимость факта?]
В 2004 году основной клинической базой кафедры и соответственно медико-диагностического факультета стал Гомельский областной специализированный диспансер, который позже был преобразован в Республиканский научно-практический центр радиационной медицины и экологии человека.[значимость факта?]
С сентября 2021 года возобновлен набор на специальность «Медико-профилактическое дело».[значимость факта?]

### Факультет иностранных студентов
Декан факультета: кандидат медицинских наук Карамышев Андрей Михайлович
Подготовка специалистов медицинского профиля для зарубежных стран в Гомельском государственном медицинском университете открыта в 2000 году, на основании решения Министерства здравоохранения Республики Беларусь от 04.04.2000 № 08-28/2462 «Об открытии факультета подготовки специалистов для зарубежных стран».
За время существования факультета было подготовлено более 800 иностранных специалистов из 30 стран мира. В настоящее время на факультете обучается более 770 студентов из 27 стран мира: Индия, Сирия, Пакистан, Шри-Ланка, Йемен, Ливан, Великобритания, Франция, Перу, Бангладеш, Нигерия, Россия, Украина и др.[значимость факта?]

### Факультет довузовской подготовки
Декан факультета: кандидат медицинских наук, доцент Соболева Людмила Григорьевна
Факультет создан в 2000 году как самостоятельное структурное подразделение университета в целях подготовки учащихся к поступлению в высшие учебные заведения и проведения профориентационной работы среди учащейся и работающей молодежи.

### Факультет повышения квалификации и переподготовки
Декан факультета: доктор медицинских наук, профессор Галиновская Наталья Викторовна
Датой открытия факультета является 3 января 2017 года. Повышение квалификации на факультете повышения квалификации и переподготовки кадров осуществляется с учетом наиболее актуальных проблем практического здравоохранения по 13 специальностям.

## Руководство

### Ректорат
Ректорат является органом исполнительной власти ГомГМУ. Во главе его стоит ректор. В состав ректората также входят проректор по учебной работе, проректор по лечебной работе, проректор по научной работе, проректор по международным связям, проректор по воспитательной работе и проректор по административно-хозяйственной работе.[значимость факта?]

### Совет университета
Совет университета ГомГМУ является основным органом самоуправления, который создан с целью решения основных вопросов деятельности университета. Непосредственное руководство деятельностью совета университета осуществляет председатель совета, ректор университета. Состав Совета формируется  из  обучающихся, их законных представителей, руководителей структурных  подразделений,    педагогических  и иных работников учреждения образования. Решения Совета являются обязательными для всех сотрудников университета, студентов и их законных представителей.[значимость факта?]

### Ректоры
- Бандажевский Юрий Иванович 1990 — 1999
- Жаворонок Сергей Владимирович 1999 — 2007
- Лызиков Анатолий Николаевич 2007 — 2020
- Стома Игорь Олегович 2020 — настоящее время.

## Подразделения и клинические базы университета
- Научно-исследовательская лаборатория[14]
- Профессорский консультативный центр[15]

### Клинические базы
ГомГМУ обладает 19 клиниками[значимость факта?].

### Международные сотрудничество
В рамках международного сотрудничества Гомельским государственным медицинским университетом заключены и действуют соглашения о сотрудничестве с иностранными учреждениями образования, научно-исследовательскими и другими зарубежными организациями:
- Университет Нагасаки(Япония)[17]
- Международный университет Акиты (Япония)
- Абердинский университет (Шотландия)
- Сеченовский университет (Россия)
- Курский государственный медицинский университет (Россия)
- Университет Мигеля Эрнандеса в Эльче (Испания)
- Университет Фукусимы (Япония)
- Александрийский технологический образовательный институт[18] (Греция)